# منفذ القائم الحدودي
منفذ القائم الحدودي هو منفذ حدودي بري عراقي في محافظة الأنبار في قضاء القائم العراقي المتاخم لمنطقة البوكمال السورية، يُستعمل المنفذ لنقل المسافرين والبضائع.

## نبذة
منفذ القائم غرب مدينة الرمادي، وبينهما 360 كيلومتراً، أُغلق المنفذ بعد سيطرة تنظيم الدولة (داعش) سنة 2014، وفي تشرين الثاني سنة 2017 استعادت الحكومة العراقية مدينة القائم ثم افتتحت المنفذ يوم 18 أيلول سنة 2019، غيرَ أنّ عمله ما زال بعدئذٍ متقطعاً، حتى يوم 28 آذار سنة 2022 حين أُعلنَ عن افتتاحه بعد إنهاء التجهيزات والترتيبات اللازمة، يقابل منفذَ القائم العراقي منفذُ البو كمال السوري. للعراق ثلاثة منافذ حدودية مع سورية، منفذ ربيعة الحدودي في محافظة نينوى، ومنفذ الوليد في محافظة الأنبار، ومنفذ القائم في محافظة الأنبار، منفذ القائم هو أصغر هذه المنافذ. وقال محافظ الأنبار أحمد خلف الدليمي حين افتتح منفذ القائم سنة 2022 إن "إعادة افتتاح المعبر ليكون بوابة العبور الرئيسي ويربط العراق بسوريا ثلاثة معابر حدودية وأهمها مركز القائم الحدودية". وأغقلت الحكومة العراقية منفذ القائم في 8 كانون الأول سنة 2024 بعد سقوط حكومة بشار الأسد ثم فتحت المنفذَ جزئياً يوم 22 كانون الأول سنة 2024 لدخول وخروج العالقين من الدولتين.